# Piotr Juszczak (wioślarz)
Piotr Juszczak (ur. 3 lipca 1988 w Kaliszu) – polski wioślarz.
Piotr Juszczak jest wychowankiem Kaliskiego Towarzystwa Wioślarskiego, a obecnie zawodnikiem Zawiszy Bydgoszcz. Jego klubowym trenerem jest Grzegorz Dudziński. Reprezentant Polski na LIO 2012 w Londynie oraz LIO 2016 w Rio de Janeiro. Żołnierz Wojska Polskiego.

## Osiągnięcia
- Mistrzostwa świata juniorów – Amsterdam 2006 – czwórka ze sternikiem – 6. miejsce.
- Mistrzostwa świata U-23 – Glasgow 2007 – ósemka – 5. miejsce.
- Mistrzostwa świata U-23 – Brandenburg 2008 – ósemka – 3. miejsce.
- Mistrzostwa świata U-23 – Račice 2009 – ósemka – 1. miejsce.
- Mistrzostwa Europy – Brześć 2009 – czwórka bez sternika – 9. miejsce.
- Mistrzostwa Europy – Montemor-o-Velho 2010 – ósemka – 2. miejsce.
- Puchar Świata w wioślarstwie – Monachium 2010 – ósemka - 4. miejsce.
- Puchar Świata w wioślarstwie – Lucerna 2010 – ósemka – 5. miejsce
- Mistrzostwa świata U23 Brześć 2010 – ósemka - 4. miejsce
- Mistrzostwa świata Karapiro 2010 – ósemka - 8. miejsce
- Mistrzostwa Europy – Płowdiw 2011 – ósemka – 1. miejsce
- Puchar Świata w wioślarstwie Monachium 2011 – ósemka – 3. miejsce
- Puchar Świata w wioślarstwie Hamburg 2011 – ósemka – 2. miejsce
- Puchar Świata w wioślarstwie Lucerna 2011 – ósemka – 6. miejsce
- Mistrzostwa świata Bled 2011 – ósemka – 5. miejsce (Kawalifikacja na IO Londyn 2012)
- Puchar Świata w wioślarstwie 2012 – Monachium 2012 – ósemka – 1. miejsce.
- Puchar Świata w wioślarstwie Belgrad 2012 – ósemka - 4. miejsce
- Puchar Świata w wioślarstwie Lucerna 2012 – ósemka – 5. miejsce
- Letnie Igrzyska Olimpijskie 2012 – Londyn 2012 – ósemka – 7. miejsce.
- Mistrzostwa Europy – Sewilla 2013 – ósemka – 2. miejsce
- Puchar Świata w wioślarstwie Eton 2013 – ósemka – 2. miejsce
- Puchar Świata w wioślarstwie Lucerna 2013  - ósemka – 6. miejsce
- Mistrzostwa świata Chungju 2013 – ósemka - 4. miejsce
- Mistrzostwa świata – Amsterdam 2014 – ósemka – 3. miejsce
- Mistrzostwa Europy Belgrad 2014 – ósemka - 4. miejsce
- Puchar Świata w wioślarstwie Aiguebelette 2014 – ósemka - 4. miejsce
- Puchar Świata w wioślarstwie Lucerna 2014 – ósemka -  4. miejsce
- Puchar Świata w wioślarstwie Bled 2015 – ósemka – 2. miejsce
- Mistrzostwa Europy Poznań 2015 – ósemka - 4. miejsce
- Puchar Świata w wioślarstwie Varese 2015 – ósemka – 5. miejsce
- Puchar Świata w wioślarstwie Lucerna 2015 – ósemka – 6. miejsce
- Mistrzostwa świata Aiguebelette 2015 – ósemka - 8. miejsce
- Puchar Świata w wioślarstwie Varese2016 – ósemka – 3. miejsce
- Mistrzostwa Europy Brandenburg 2016 – ósemka -  5. miejsce
- Kwalifikacje Olimpijskie Lucerna 2016 – ósemka -  2. miejsce  (Kawalifikacja na IO Rio 2016)
- Letnie Igrzyska Olimpijskie 2016 – Rio de Janeiro 2016 – ósemka – 5. miejsce.